# Romelfing
Romelfing település Franciaországban, Moselle megyében. Lakosainak száma 334 fő (2022. január 1.). Romelfing Berthelming, Bettborn, Fénétrange, Mittersheim és Kirrberg községekkel határos.

## Népesség
A település népessége az elmúlt években az alábbi módon változott:
| Lakosok száma | 386  | 365  | 372  | 368  | 368  | 361  | 356  | 348  | 344  | 334  |
|               | 1968 | 1982 | 1990 | 2006 | 2013 | 2015 | 2017 | 2019 | 2020 | 2022 |